# Morro Cara de Cão
O Morro Cara de Cão é um acidente geográfico localizado na cidade do Rio de Janeiro.
Situa-se na margem oeste da barra da Baía de Guanabara, no bairro da Urca, elevando-se 98 metros acima do nível do mar.

## História
O seu nome está ligado à história da primeira fundação da cidade, em 1 de março de 1565, pelo capitão-mor da Capitania do Rio de Janeiro, Estácio de Sá. Na várzea entre este morro e o Morro do Pão de Açúcar foram erguidas as primeiras palhoças protegidas por uma estacada. O pequeno arraial foi assim formado sob a invocação de São Sebastião.
Ponto estratégico, nele veio a ser formada a Fortaleza de São João, sede de sucessivas unidades do Exército Brasileiro e que abriga, atualmente, o Centro de Capacitação Física do Exército.